# Ramona (1991)
Ramona was een komische Vlaamse televisieserie over de excentrieke, oudere dame Ramona, die het huwelijksbureau De Magische Ring uitbaat. Hierbij krijgt ze de hulp van haar twee vroegere echtgenoten.
De serie werd in 1991 voor het eerst uitgezonden op de commerciële zender VTM. Ann Petersen vertolkte de rol van Ramona. De andere hoofdrollen waren onder andere weggelegd voor Frank Aendenboom en Bert André.
Iedere aflevering wordt door Ramona afgesloten met de woorden "goeien avond".

## Rolverdeling
Hoofdpersonages (komen voor in de begingeneriek)
| Acteur           | Personage |
| ---------------- | --------- |
| Ann Petersen     | Ramona    |
| Frank Aendenboom | Sigismond |
| Bert André       | Arthur    |
| Marc Galo        | Wawa      |
| Nora Tilley      | Miche     |

## Afleveringen
1. Madame superette
2. Wie wind zaait, zal storm oogsten
3. Een eerlijke vrouw
4. Stille waters, diepe gronden
5. Bernard
6. Moederweelde
7. De miljardair
8. Problemen
9. Zijne eminentie
10. John
11. Wie het zwaard opneemt, zal erdoor vergaan
12. Zwarte Piet
13. Op elk potje past een dekseltje
14. Gestolen goed, gedijt niet
15. Water en vuur
16. La Mamma
17. Wie een put graaft voor een ander...
18. De boer opgaan
19. Body
20. Body is perfect
21. Jozef
22. De kleren maken de man
23. Futloos
24. 't Is niet al goud wat blinkt
25. De bedrieger bedrogen
26. Eind goed, al goed